# Ouelen
Ouelen (en russe : Уэлен) est un village (selo) de Russie situé juste sous le cercle polaire dans le district  autonome de Tchoukotka, en Extrême-Orient russe. Ouelen est proche du cap Dejnev et de l'entrée du détroit de Béring ; la localité baigne la mer éponyme. Ouelen est la localité la plus à l'est de Russie et du continent eurasiatique. Sa population est de 587 habitants en 2022.
Il existe un projet de tunnel sous le détroit de Béring reliant l'Asie à l'Amérique à partir des environs de Ouelen.

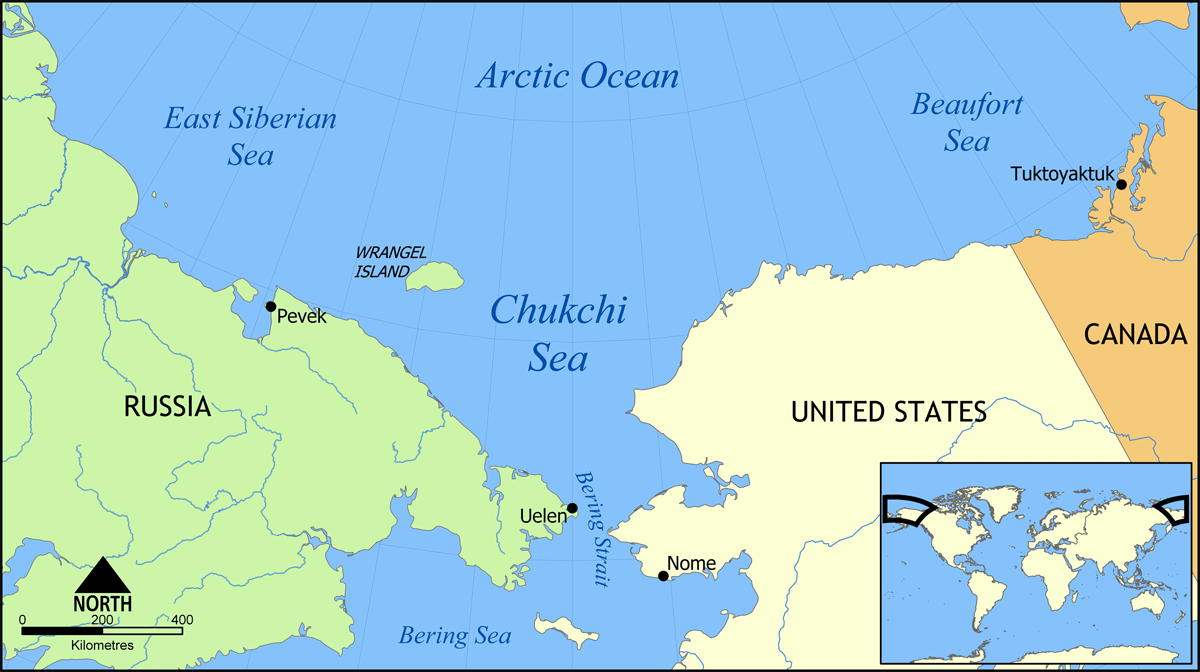
Situation sur le détroit de Béring.

## Population
Recensements (*) ou estimations de la population : 610 Habitants fin 2024.
| 1939* | 2002* | 2010* | 2012 | 2013 | 2020 |
| ----- | ----- | ----- | ---- | ---- | ---- |
| 599   | 678   | 5 855 | 712  | 712  | 606  |

| 2021 | 2022 | - | - | - | - |
| ---- | ---- | - | - | - | - |
| 599  | 587  | - | - | - | - |

## Climat
| Mois                                  | jan.       | fév.       | mars       | avril      | mai       | juin      | jui.      | août      | sep.      | oct.     | nov.     | déc.       | année           |
| ------------------------------------- | ---------- | ---------- | ---------- | ---------- | --------- | --------- | --------- | --------- | --------- | -------- | -------- | ---------- | --------------- |
| Température minimale moyenne (°C)     | −22,6      | −22,4      | −21,9      | −15        | −4,5      | 1,2       | 4,6       | 4,9       | 2,6       | −1,8     | −8,7     | −17,2      | −8,4            |
| Température moyenne (°C)              | −19,5      | −19,2      | −18,5      | −11,8      | −2,5      | 3,3       | 7,1       | 6,9       | 4,2       | −0,1     | −6       | −14,3      | −5,9            |
| Température maximale moyenne (°C)     | −16,5      | −16        | −15        | −8,6       | −0,3      | 6,2       | 10,3      | 9,3       | 5,9       | 1,6      | −3,6     | −11,7      | −3,2            |
| Record de froid (°C) date du record   | −44,1 1989 | −43,2 1993 | −43,6 1977 | −36,1 1964 | −25 1950  | −10 1963  | −1,5 1994 | −2,2 1949 | −7,8 1956 | −22 1975 | −34 1994 | −41,1 2004 | −41,1 29/1/1989 |
| Record de chaleur (°C) date du record | 6,1 1963   | 5,6 2007   | 3,9 1989   | 8,9 1951   | 10,8 2015 | 22,1 2015 | 25 1960   | 22 1991   | 16,3 1991 | 14 2018  | 9 2003   | 10 2007    | 25 16/7/1960    |
| Ensoleillement (h)                    | 10         | 70         | 160        | 198        | 158       | 213       | 212       | 114       | 69        | 32       | 14       | 1          | 1 251           |
| Précipitations (mm)                   | 19         | 18         | 12         | 15         | 14        | 14        | 32        | 43        | 36        | 43       | 23       | 20         | 289             |
| dont neige (cm)                       | 36         | 46         | 58         | 68         | 55        | 8         | 0         | 0         | 0         | 3        | 13       | 22         | 309             |
| Nombre de jours avec précipitations   | 0,03       | 1          | 0,1        | 1          | 4         | 10        | 15        | 18        | 18        | 9        | 2        | 1          | 79              |
| Humidité relative (%)                 | 82         | 80         | 81         | 83         | 88        | 89        | 89        | 90        | 88        | 86       | 84       | 84         | 85              |
| Nombre de jours avec neige            | 16         | 15         | 14         | 18         | 16        | 5         | 1         | 1         | 7         | 21       | 23       | 18         | 155             |
| Nombre de jours d'orage               | 0          | 0          | 0          | 0          | 0         | 0         | 0,03      | 0,1       | 0         | 0        | 0        | 0          | 0,1             |
| Nombre de jours avec brouillard       | 1          | 2          | 2          | 2          | 7         | 12        | 15        | 12        | 7         | 2        | 1        | 1          | 64              |

| Diagramme climatique                                  |            |            |           |            |          |           |          |          |           |            |              |
| J                                                     | F          | M          | A         | M          | J        | J         | A        | S        | O         | N          | D            |
| −16,5−22,619                                          | −16−22,418 | −15−21,912 | −8,6−1515 | −0,3−4,514 | 6,21,214 | 10,34,632 | 9,34,943 | 5,92,636 | 1,6−1,843 | −3,6−8,723 | −11,7−17,220 |
| Moyennes : • Temp. maxi et mini °C • Précipitation mm |            |            |           |            |          |           |          |          |           |            |              |

## Personnalités
- Iouri Rytkheou (1930-2008), écrivain.